# Bursztych
Bursztych (niem. Aussendeich) – dawna miejscowość w Polsce położona w województwie pomorskim, w powiecie kwidzyńskim, w gminie Kwidzyn w pobliżu drogi wojewódzkiej nr 525. 
Obecnie jest to część Janowa.
Występuje również wariant nazewniczy Borztych

## Z kart historii
W 1920 roku podczas plebiscytu na Powiślu wysoki procent miejscowej ludności opowiedział się za Polską. Bursztych (ponad 78% głosów polskich) wraz z paroma okolicznymi wioskami wchodzącymi w skład dzisiejszego sołectwa Janowo (Janowo, Kramrowo, Nowe Lignowy i Pólko Małe) zostało przyznane Polsce i stworzyło enklawę na wschodnim, niemieckim brzegu Wisły (potocznie nazywaną Małą Polską). W przededniu wojny Bursztych zamieszkiwało 210 osób.